# San Gabriele-hegy
A San Gabriele-hegy (Szent Gábriel-hegy, olaszul Monte San Gabriele, szlovénül Škabrijel) 646 méter magas hegy Szlovénia nyugati részében, az olasz határhoz és az Adriai-tengerhez közel, Gorizia (németül Görz, szlovénül Gorica) városától légvonalban három kilométernyire. Lábánál délnyugati irányban fekszik a 322 méter magas Kekec vagy más néven Sv. Katarina-hegy.
Az első világháború idején rendkívül véres csaták folytak itt a hegyet védő magyarok és az olasz hadsereg közt.